# ダムヌーンサドゥワック郡
座標: 北緯13度31分6秒 東経99度57分18秒 / 北緯13.51833度 東経99.95500度
ダムヌーンサドゥワック郡（ダムヌーンサドゥワックぐん）は、タイ中部・ラーチャブリー県の郡（アンプー）の一つ。

## 名称
「ダムヌーン」とは「行く」、「サドゥワック」は「快適」と言う意味であり、「ダムヌーンサドゥワック」とは「快適に行く」と言う意味である。

## 歴史

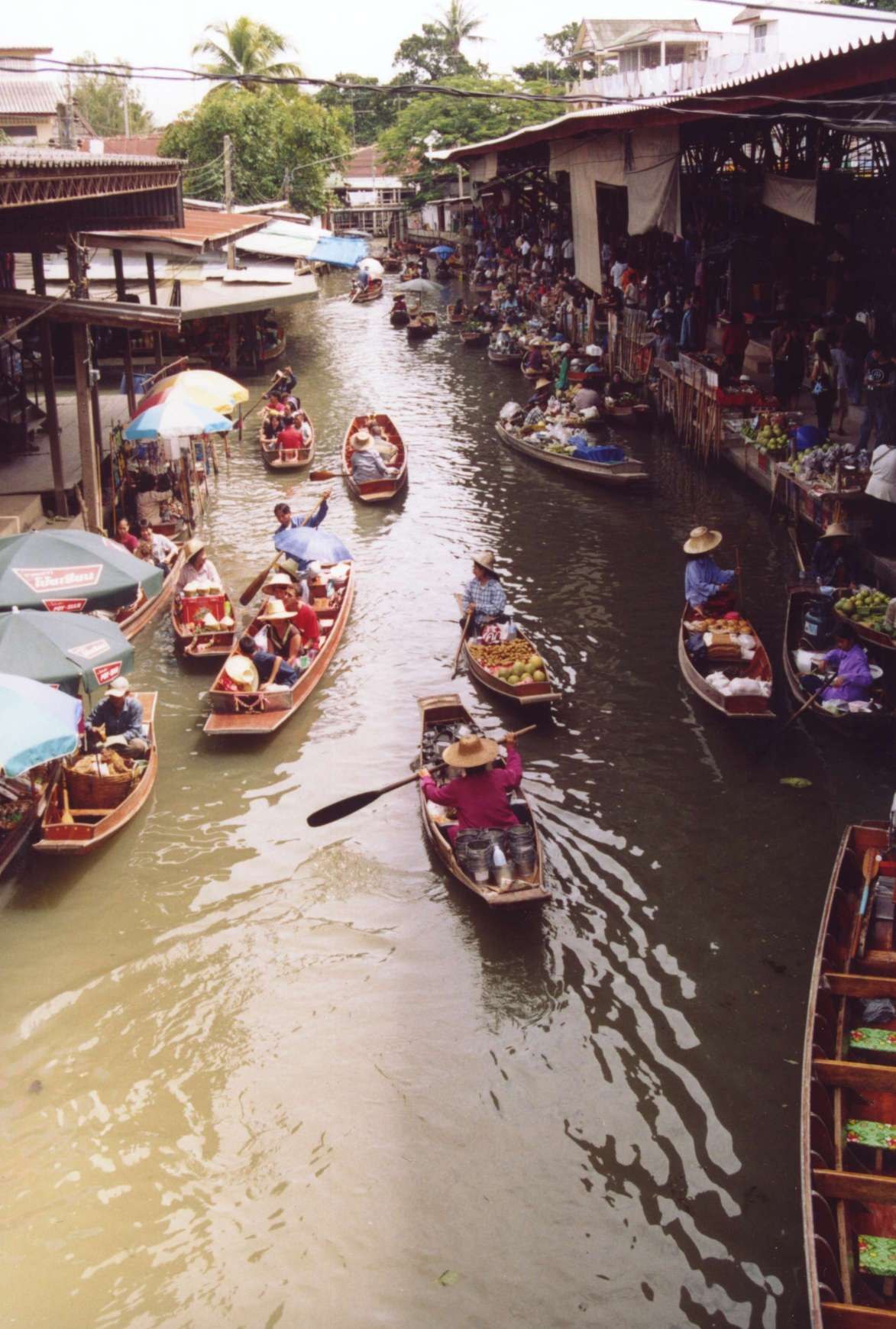
ダムヌーンサドゥワック水上市場

1866年、ラーマ4世の命でターチーン川とメークローン川をつなぐための運河が建設された。水上市場で知られるダムヌーンサドゥワック水上市場は1967年に観光スポットとして作られた。

## 地理
ダムヌーンサドゥワック郡は海抜がほぼ0mの平地にあり、いわゆるチャオプラヤー・デルタにある。この地形を利用して、農業用あるいは運搬用に作られた細かい運河がパーシーチャルーン運河を中心に網の目のように設置されている。
交通は、南北に国道325号線が通っており、北はバーンペー郡、南はサムットソンクラーム方面に通じる。

## 経済
郡内の経済のほとんどが、農業で果物畑や、稲作などが盛んに行われている。

## 行政区分
ダムヌーンサドゥワック郡には13のタムボンがあり、その下位に105の村（ムーバーン）が存在する。郡内には2つのテーサバーン（自治体）が存在し以下のようになっている。
- テーサバーンタムボン・ダムヌーンサドゥワック
- テーサバーンタムボン・シードーンパーイ

これらが管轄する地域以外は11のタムボン行政体が行政を行っている。以下は郡内のタムボンの一覧である。
1. タムボン・ダムヌーンサドゥワック・・・ตำบลดำเนินสะดวก
2. タムボン・プラサートシット・・・ตำบลประสาทสิทธิ์
3. タムボン・シースラート・・・ตำบลศรีสุราษฎร์
4. タムボン・タールワン・・・ตำบลตาหลวง
5. タムボン・ドーンクルワイ・・・ตำบลดอนกรวย
6. タムボン・ドーンクラン・・・ตำบลดอนคลัง
7. タムボン・ブワガーム・・・ตำบลบัวงาม
8. タムボン・バーンライ・・・ตำบลบ้านไร่
9. タムボン・ペーンプワイ・・・ตำบลแพงพวย
10. タムボン・シームーン・・・ตำบลสี่หมื่น
11. タムボン・ターナット・・・ตำบลท่านัด
12. タムボン・クンピタック・・・ตำบลขุนพิทักษ์
13. タムボン・ドーンパイ・・・ตำบลดอนไผ